# Сельское поселение «Село Кольцово»
Сельское поселение «Село Кольцово» — муниципальное образование в составе Ферзиковского района Калужской области России.
Центр — село Кольцово

## Состав
В поселение входят 11 населённых мест:
- село Кольцово(435чел.)
- деревня Алферьево
- деревня Воронино
- деревня Караваинки
- деревня Кашурки
- деревня Михайловка
- деревня Новая Деревня
- деревня Поливаново
- деревня Пышково
- деревня Тимофеевка
- деревня Шахово

## Население
| 2010 | 2012 | 2013 | 2014 | 2015 | 2016 | 2017 |
| ---- | ---- | ---- | ---- | ---- | ---- | ---- |
| 531  | ↗537 | ↘534 | ↗540 | ↗555 | ↗576 | ↗585 |
| 2018 | 2019 | 2020 | 2021 |      |      |      |
| ↘584 | ↘570 | ↘566 | ↘486 |      |      |      |

Население сельского поселения составляет 531 человек .